# Franz Falk
Valentin Aloysius Franz Falk (* 12. Januar 1840 in Mainz; † 22. September 1909 in Klein-Winternheim) war ein deutscher katholischer Pfarrer, Bistumsarchivar und Kirchenhistoriker in Mainz.

## Leben
Franz Josef Falk wurde am 12. Januar 1840 geboren. Nach der Absolvierung des Gymnasiums studierte er Philosophie und Theologie im 1851 neu gegründeten Mainzer Priesterseminar; unter anderem bei Paul Leopold Haffner und Regens Christoph Moufang. Ein einjähriges Auslandsstudium führte ihn an die Katholische Universität Löwen, wo er seine Theologiekenntnisse vertiefte. Er empfing am 15. August 1862 im Mainzer Dom die Priesterweihe durch Bischof Wilhelm Emmanuel von Ketteler.
In der Folgezeit wurde er als Kaplan in Nieder-Saulheim, Lorsch und St. Emmeran (Mainz) eingesetzt. In dieser Zeit verfasste er das Buch „Das Kloster Lorsch“. Seine weitere Zeit verbrachte er als Pfarrverwalter in St. Stephan in Gonsenheim, Nieder-Olm und St. Peter in Mainz, sowie als Kaplan in Worms und kurze Zeit als Pfarrverwalter in Sauerschwabenheim.
1873 wurde er zunächst Pfarrverwalter und ab 10. Mai 1874 fest als Ortspriester der katholischen Gemeinde von Mombach eingesetzt. Hier wirkte er bis 1887. Die damals einzige Kirche in Mombach wurde in der Zeit von 1883 bis 1884 durch den Anbau eines Querschiffs erweitert. Dies wurde notwendig, da das ursprünglich landwirtschaftlich geprägte Dorf durch die Industrialisierung ab der Mitte des 19. Jahrhunderts einen starken Bevölkerungsanstieg erfuhr. Unter Falk wurde auch 1884 ein neues Geläut angeschafft und die Kreuzkapelle von 1814 renoviert.
1886 veranlasste er, dass aus dem Finther Kloster eine Niederlassung der Schwestern von der Göttlichen Vorsehung zur häuslichen Krankenpflege und zur Kleinkinderziehung nach Mombach kam. Des Weiteren setzten sich die Schwestern in einer Näh- und Haushaltsschule für die hauswirtschaftliche Bildung junger Frauen ein.
Seine Versetzung führte Falk 1887 nach Klein-Winternheim. Dies erfolgte auf seinen eigenen Wunsch, da er glaubte, sich dort seinen schriftstellerischen und kirchenhistorischen Tätigkeiten besser widmen zu können. 1908 beschloss die Hessische Historische Kommission Darmstadt, sich unter anderem der Geschichte des Bistums Mainz zuzuwenden, was in der Folge zur Gründung der Gesellschaft für mittelrheinische Kirchengeschichte und dem „Institut für Mainzer Kirchengeschichte“ führte. Franz Falk steht damit sehr früh in einer Reihe Mainzer Kirchenhistoriker wie Adam Gottron, Ludwig Lenhart und Anton Philipp Brück. Sein Nachlass befindet sich im Dom- und Diözesanarchiv Mainz.

## Ehrungen
1902 wurde er Ehrendoktor der katholisch-theologischen Fakultät der Universität Münster. Die Gemeinde Mainz-Mombach ehrte Falks Andenken mit der Benennung eines Wegs. Der „Dr.-Falk-Weg“ begrenzt das Gelände des ehemaligen Pfarrzentrums „Heilig-Geist“ (heute St. Kyrillos) nach Norden hin. Klein-Winternheim ehrt ihn mit der Pfarrer-Falk-Straße.

## Schriften (Auswahl)
- Geschichte des ehemaligen Klosters Lorsch an der Bergstrasse. J. A. Giani, Mainz 1866 (Volltext)
- Bodmann, seine Werke, Aufsätze und sein litterarischer Nachlass. In: Robert Neumann (Hrsg.): Serapeum. Zeitschrift für Bibliothekwissenschaft, Handschriftenkunde und ältere Literatur, 30 (1869); Intelligenz-Blatt 12, S. 89–92; 13, S. 97–102.
- Die ältesten Kämmerer von Worms. In: Monatsschrift für Rheinisch-westfälische Geschichtsforschung 3 (1877) S. 125–127.
- Bibliographisches und Typographisches auf einer Romreise. In: Zentralblatt für Bibliothekswesen, Jg. 6 (1889), S. 560–562 (online).
- Geschichte der Bibliothek des Bischöflichen Priesterseminars ad S. Bonifatium zu Mainz. In: Mainzer Journal 44, 1891, Nr. 147.
- Die ehemalige Dombibliothek zu Mainz, ihre Entstehung, Verschleppung und Vernichtung. Leipzig 1897.
- Chronik des katholischen Pfarrdorfes Klein-Winternheim im Kreise Mainz. Gau-Algesheim 1888
- Der heilige Rhabanus Maurus als Exeget.  In: Studien und Mitteilungen aus dem Benediktinerorden 20, 1899.
- Bibelstudien, Bibelhandschriften und Bibeldrucke in Mainz vom 8. Jahrhundert bis zur Gegenwart., Mainz 1901.
- Zur Säkularisation in Mainz. In: Der Katholik. Zeitschrift für katholische Wissenschaft und kirchliches Leben 89 (1909), 1, S. 480.